# Ben Beever
Ben Beever é um malabarista inglês (ele é também um professor de matemática) que veio de Huddersfield  e ajudou na compreensão da notação para malabarismo Siteswap. Ele é conhecido pela capacidade de jogar siteswaps extremamente complicados, executar truques fenomenais com 7 bolas, corridas longas com 9 bolas e pela capacidade de fazer flash com 11 e 12 bolas. Foi também ele quem jogou grande parte do "Siteswap DVD" recentemente lançado em www.mediacircus.biz.